# Andy Murray
Andrew "Andy" Murray (født 15. maj 1987 i Glasgow), er en tidligere skotsk tennisspiller og tidligere nr. 1 på verdensranglisten.
Murray voksede op i Dunblane. Murray kom på den officielle ATP Top 10 for første gang 16. april 2007 og i 2016 nåede han toppen som nr. 1 på ranglisten. Han blev i sine tidlige år allerede kåret som et stort talent, og vandt da også sin første ATP-turnering som kun 18-årig. Murray var den bedste britiske tennisspiller set længe i den engang store tennisnation. Kun Fred Perry, som vandt 8 grand slams og som også var den sidste britiske mand til at vinde en, står i hans vej som at blive kåret den største britiske nogen sinde, idet han allerede har overhalet både Tim Henman og Greg Rusedski, med hans to grand slam finaler og 4 masters series titler, da de til sammen "kun" har en grand slam finale og en masters series titel.
Andy Murray nåede finalen i US Open 2008 og Australian Open 2010, hvor han begge gange tabte til Roger Federer. I 2012 vandt Murray US Open og i 2013 og 2016 vandt han Wimbledon.

## Titler
| År   | Turneringer                      | Kategori                      | Tabende finalist | Score               |
| ---- | -------------------------------- | ----------------------------- | ---------------- | ------------------- |
| 2006 | ATP San Jose Open                | ATP International Tournaments | Hewitt           | 2-6, 6-1, 7-6(3)    |
| 2007 | ATP San Jose Open                | ATP International Tournaments | Karlovic         | 6–7(3), 6–4, 7–6(2) |
| 07   | ATP St. Petersburg Open          | ATP International Tournaments | Verdasco         | 6-2, 6-3            |
| 2008 | ATP Doha Open                    | ATP International Tournaments | Wawrinka         | 6-4, 4-6, 6-2       |
| 08   | ATP Marseille Open               | ATP International Tournaments | Ancic            | 6-3, 6-4            |
| 08   | Western & Southern Open          | ATP Masters Series            | Djokovic         | 7–6(5), 7–6(4)      |
| 08   | Mutua Madrileña Madrid Open      | ATP Masters Series            | Simon            | 6–4, 7–6(6)         |
| 08   | ATP St. Petersburg Open          | ATP International Tournaments | Golubev          | 6-1, 6-1            |
| 2009 | ATP Doha Open                    | ATP World Tour 250            | Roddick          | 6-4, 6-2            |
| 09   | ABN AMRO World Tennis Tournament | ATP World Tour 500            | Nadal            | 6-3, 4-6, 6-0       |
| 09   | Sony Ericsson Open               | ATP World Tour Masters 1000   | Djokovic         | 6-2, 7-5            |
| 09   | ATP London Queens Club Open      | ATP World Tour 250            | Blake            | 7-5, 6-4            |
| 09   | ATP Rogers Cup Masters           | ATP World Tour Masters 1000   | Del Potro        | 6–7(4), 7–6(3), 6–1 |
| 09   | ATP Valencia Open                | ATP World Tour 500            | Youzhny          | 6–3, 6-2            |

## Karriere indtil 2010
| År   | Titler | Rang | Bedste Grand Slam resultat    |
| ---- | ------ | ---- | ----------------------------- |
| 2005 | Ingen  | #63  | 3. runde Wimbledon            |
| 2006 | 1      | #17  | 4. runde Wimbledon og US Open |
| 2007 | 2      | #11  | 4. runde Australian Open      |
| 2008 | 5      | #4   | Finalen US Open               |
| 2009 | 6      | #4   | Semifinalen Wimbledon         |

| Turnering           | 2005 | 2006 | 2007 | 2008 | 2009 |
| ------------------- | ---- | ---- | ---- | ---- | ---- |
| Australian Open     | -    | 1R   | 4R   | 1R   | 4R   |
| Indian Wells        | -    | 2R   | SF   | 4R   | F    |
| Miami Masters       | -    | 1R   | SF   | 2R   | W    |
| Monte Carlo Masters | -    | 1R   | -    | 3R   | SF   |
| Rome Masters        | -    | 1R   | 1R   | 2R   | 2R   |
| Madrid Masters      | -    | 3R   | 3R   | W    | QF   |
| French Open         | -    | 1R   | -    | 3R   | QF   |
| Wimbledon           | 3R   | 4R   | -    | QF   | SF   |
| Rogers Cup          | -    | SF   | 2R   | SF   | W    |
| Cincinnati Masters  | 2R   | QF   | 1R   | W    | SF   |
| US Open             | 2R   | 4R   | 3R   | F    | 4R   |
| Shanghai Masters    |      |      |      |      | -    |
| Paris Masters       | -    | 3R   | QF   | QF   | 3R   |

## 2010
Andy Murray sagde i sæsonen 2009 efter en lang skade, at den skade måske ville ende op med at gavne ham til de Australske mesterskaber det næste år, hvilket han i sandhed fik ret i. 2010 blev også året hvor Murray skiftede hovedsponsoren Fred Perry ud med det også store firma inden for tennis: Adidas. Udover de Australske mesterskaber hvor Murray nåede finalen, var den første del af sæsonen en skuffelse, med adskillige nederlag i de lave runder. Murray forsvarede nemlig hverken titlen i Dubai (250 point), titlen i Rotterdam (500 point) eller finalen i Indian Wells (600 point, her nåede han dog 1/4 finalen og tjente 180 point). Han tabte også sin første kamp i Miami, en turnering hvor han var forsvarende mester, og led også nederlag i 2. runde i Monte-Carlo, hvor han havde en semifinale af forsvare fra sidste år. I Rom vandt Murray sin første kamp i over en måned, men bød dog igen hans fans en skuffelse, da han røg ud i næste runde.
| Titler | Rang | Point | Sejr/Nederlag | Sejrs-procent |
| ------ | ---- | ----- | ------------- | ------------- |
| Ingen  | #4   | 1785  | 22-10         | 68.75%        |

### 2010 Kalender
| Dato          | Turnering                     | Resultat |
| ------------- | ----------------------------- | -------- |
| 4. januar     | ATP Brisbane 250              | -        |
| 4. januar     | ATP Chennai 250               | -        |
| 4. januar     | ATP Doha 250                  | -        |
| 11. januar    | ATP Sydney 250                | -        |
| 11. januar    | ATP Auckland 250              | -        |
| 18. januar    | Australian Open               | F        |
| 1. februar    | ATP Johannesburg 250          | -        |
| 1. februar    | ATP Zagreb 250                | -        |
| 1. februar    | ATP Santiago 250              | -        |
| 8. februar    | ATP Santiago 250              | -        |
| 8. februar    | ATP Costa do Sauípe 250       | -        |
| 8. februar    | ATP Rotterdam 500             | -        |
| 15. februar   | ATP Marseille 250             | -        |
| 15. februar   | ATP Buenos Aires 250          | -        |
| 15. februar   | ATP Memphis 500               | -        |
| 22. februar   | ATP Delray Beach 250          | -        |
| 22. februar   | ATP Dubai 500                 | 2R       |
| 22. februar   | ATP Acapulco 500              | -        |
| 8. marts      | ATP Indian Wells Masters 1000 | QF       |
| 22. marts     | ATP Miami Masters 1000        | 2R       |
| 5. april      | ATP Casablanca 250            | -        |
| 5. april      | ATP Houston 250               | -        |
| 12. april     | ATP Monte Carlo Masters 1000  | 2R       |
| 09. april     | ATP Barcelona 500             | -        |
| 26. april     | ATP Rome Masters 1000         | 3R       |
| 3. maj        | ATP Munich 250                | -        |
| 3. maj        | ATP Belgrade 250              | -        |
| 3. maj        | ATP Estoril 250               | -        |
| 10. maj       | ATP Madrid Masters 1000       | QF       |
| 17. maj       | ATP Nice 250                  | -        |
| 24. maj       | French Open                   | 4R       |
| 7. juni       | ATP Halle 250                 | -        |
| 7. juni       | ATP London Queens Club 250    | 3R       |
| 14. juni      | ATP 's-Hertogenbosch 250      | -        |
| 14. juni      | ATP Eastbourne 250            | -        |
| 21. juni      | Wimbledon                     | SF       |
| 5. juli       | ATP Newport 250               | -        |
| 12. juli      | ATP Stuttgart 250             | -        |
| 12. juli      | ATP Båstad 250                | -        |
| 19. juli      | ATP Atlanta 250               | -        |
| 19. juli      | ATP Hamburg 500               | -        |
| 26. juli      | ATP Gstaad 250                | -        |
| 26. juli      | ATP Los Angeles 250           | -        |
| 26. juli      | ATP Umag 250                  | -        |
| 2. august     | ATP Washington 500            | -        |
| 9. august     | ATP Roger Masters 1000        | -        |
| 16. august    | ATP Cincinnati Masters 1000   | -        |
| 23. august    | ATP New Haven 250             | -        |
| 30. august    | US Open                       | -        |
| 20. september | ATP Metz 250                  | -        |
| 20. september | ATP Bucharest 250             | -        |
| 27. september | ATP Bangkok 250               | -        |
| 27. september | ATP Kuala Lumpur 250          | -        |
| 4. oktober    | ATP Beijing 500               | -        |
| 4. oktober    | ATP Tokyo 500                 | -        |
| 11. oktober   | ATP Shanghai Masters 1000     | -        |
| 18. oktober   | ATP Stockholm 250             | -        |
| 18. oktober   | ATP Moscow 250                | -        |
| 25. oktober   | ATP Saint Petersburg 250      | -        |
| 25. oktober   | ATP Vienna 250                | -        |
| 25. oktober   | ATP Lyon 250                  | -        |
| 1. november   | ATP Valencia 500              | -        |
| 1. november   | ATP Basel 500                 | -        |
| 8. november   | ATP Paris Masters 1000        | -        |

### Januar
I den første uge af ATP touren 2010, hvor der kun var to uger til Australian Open, lå Murray på en 4. plads i verden med en Juan Martín del Potro på randen til at overhale ham. Murray var under 250 point foran den daværende 5. plads del Potro, og derfor røg Murray ned på en 5. plads i verden fra den 11. januar 2010, da han valgte ikke at forsvare sin titel i Doha, idet han spillede en opvisnings turnering i Australiens hopman cup. En 5. plads var hans laveste rangering siden US Open 2008. Dette fald på verdensranglisten ville betyde, at han, da Australian Open begynde 18. januar, hvis alle seedninger gik som de skulle, mindst skulle slå verdens nummer 4 for at komme i semifinalen, og han kom da også til at møde den daværende #2 i verden, Rafael Nadal. Murrays første ATP, eller i dette tilfælde rettere ITF, turnering i 2010 sæsonen blev de Australske mesterskaber hvor han blev den tabende finalist for anden gang i en grand slam til Roger Federer. Ved at nå finalen blev Murray den første britiske mand i 72 år der havde nået 2 grand slam single finaler:
| Australian Open |
| --------------- |

| Runde | Modstander     | Score                 | Point |
| ----- | -------------- | --------------------- | ----- |
| 1.    | Kevin Anderson | 6-1, 6-1, 6-2         | 10    |
| 2.    | Marc Gicquel   | 6-1, 6-4, 6-3         | 45    |
| 3.    | Florent Serra  | 7-5, 6-1, 6-4         | 90    |
| 4.    | John Isner     | 7-6(4), 6-3, 6-2      | 180   |
| QF    | Rafael Nadal   | 6-3, 7-6(2), 3-0 ret. | 360   |
| SF    | Marin Cilic    | 3-6, 6-4, 6-4, 6-2    | 720   |
| F     | Roger Federer  | 3-6, 4-6, 6-7(11)     | 1200  |

### Februar
Succesen i Australian Open rykkede Murray helt op på en 3. plads i verden, som han dog senere mistede til Rafael Nadal fra den 15. februar, fordi han igen ikke forsvarede en turneringssejr. Denne gang Rotterdam 500 turneringen i Holland.
Efter et tårevækkende nederlag i Australien følte Murray sig ikke rigtigt klar til turen igen, og trak sig derfor fra deltagelse i Marseille, en turnering han havde vundet i 2008. Turneringen startede den 15. februar, altså to uger efter Australian Open. Den 22. februar begyndte ATP 500 Barclays Dubia Tennis Championships, og her var Murray 3. seedet, og stod til atter at møde Roger Federer, denne gang i en semifinale dog. Umiddelbart efter en udtalelse fra Murray om at han havde forberedt sig meget til at møde Federer i semifinalen, trak han sig desværre pga. en lunge infektion. Til trods for Murrays nu næsten spildte forberedelser arbejdede dette i hans favør, idet han nu var uofficiel 2. seedet. Den serbiske spiller Janko Tipsarevic bød Murray et chokerende nederlag, da han allerede slog ham i 1/8-dels finalen, 7-6(3), 4-6, 6-4
| ATP Dubai 500 |
| ------------- |

| Runde | Modstander       | Score            | Point |
| ----- | ---------------- | ---------------- | ----- |
| 1.    | Igor Kunitsyn    | 6-2, 6-3         | 0     |
| 2.    | Janko Tipsarevic | 6-7(3), 6-4, 4-6 | 45    |

### Marts
I den første uge af marts' ATP sæson undgik Murray at spille i lands-mesterskabet for herrer Davis Cup. Resten af marts havde han nemlig mange point at tænke på dels fordi de næste to turneringer til tider bliver kaldt den "5. og 6. grand slam" dels fordi disse turneringer er masters turneringer altså den andenstørste række af turneringer lige efter Grand Slams. Men det mest vigtige for Andy Murray i de kommende to turneringer kunne mange vel ikke nej til at være hans mange tjente point fra sidste år. I ATP-sæsonen 2009 nåede han nemlig finalen i begge to, i Indian Wells hvor han tabte til Rafael Nadal, og Miami hvor han slog Novak Djokovic i finalen. Sammenlagt havde Murray 1600 point, rundt regnet en fjerdedel af hans samlede point, at forsvare fra sidste år på godt 3 uger, og for at øge presset en Juan Martín del Potro åndende i nakken. Idet Murray var blandt de seedede i turneringen modtog han et "bye" til anden runde.
Første stop i marts var altså den prestigefyldte Indian Wells Masters i USA
| ATP Indian Wells Masters 1000 |
| ----------------------------- |

| Runde | Modstander      | Score         | Point |
| ----- | --------------- | ------------- | ----- |
| 2.    | Andreas Seppi   | 6-4, 6-4      | 25    |
| 3.    | Michael Russel  | 6-3, 7-5      | 45    |
| 4.    | Nicolas Almagro | 6-2, 1-0 ret. | 90    |
| QF    | Robin Söderling | 1-6, 6-7(4)   | 180   |

Efter en lille smule skuffelse i Indian Wells begyndte Murray at se hen mod Miami Masters. Denne turnering var især essentiel for ham, fordi han var forsvarende mester, og kun med nød og næppe holdt på den nyligt erobrede 3. plads, en plads han fik, fordi Nadal ikke forsvarede sine 1000 point fra sidste år.
| ATP Miami Masters 1000 |
| ---------------------- |

| Runde | Modstander | Score    | Point |
| ----- | ---------- | -------- | ----- |
| 2.    | Mardy Fish | 4-6, 4-6 | 25    |

### April
2. runde nederlaget i Miami, en turnering hvor han var forsvarende mester, fik Murray rykket ned på en fjerdeplads på verdensranglisten igen. Pga. dette ansøgte Murray om et wildcard til årets første mastersturnering på grus. Han modtog igen en "bye" til anden runde igen, idet han var iblandt de top 8 seedede. Grus havde aldrig rigtigt været Murrays favoritunderlag, faktisk var hans semifinale sidste år den eneste gang nogensinde han havde nået så langt i nogen grusturnering. Selvom at Murray var nummer 4 i verden var forventningerne derfor ikke høje da han trådte på banen i kampen mod Kohlschreiber. Selvom Murray var favorit i kampen tabte han relativt stort 6-2, 6-1 til tyskeren:
| ATP Monte Carlo Masters 1000 |
| ---------------------------- |

| Runde | Modstander            | Score    | Point |
| ----- | --------------------- | -------- | ----- |
| 2.    | Philipp Kohlschreiber | 2-6, 1-6 | 45    |

| ATP Rome Masters 1000 |
| --------------------- |

| Runde | Modstander    | Score    | Point |
| ----- | ------------- | -------- | ----- |
| 2.    | Andreas Seppi | 6-2, 6-4 | 45    |
| 3.    | David Ferrer  | 3-4, 4-6 | 90    |

### Maj
Da det blev maj, var Murrays form stadigvæk ikke helt som den plejede, og briten ønskede derfor en god turnering i Madrid Masters, en turnering han vandt to år tidligere, dengang dog på hardcourts, som en "selvtillids-booster" til årets anden grand slam: French Open. I Rom havde Murray spillet en god kamp mod sin 2. rundemodstander Andreas Seppi, og blev af eksperterne omtalt som, så god som i januar, da finalen i Australian Open altså blev nået, og led ikke et synderligt stort nederlag til David Ferrer i anden runde, som ellers nåede finalen. Så formen burde der ikke være noget specielt galt med, og meget kunne han alligevel ikke forvente sig af resultater på grus, det underlag der passer ham værst.
| ATP Madrid Masters 1000 |
| ----------------------- |

| Runde | Modstander         | Score    | Point |
| ----- | ------------------ | -------- | ----- |
| 2.    | Juan Ignacio Chela | 6-3, 6-3 | 45    |
| 3.    | Victor Hanescu     | 6-2, 6-1 | 90    |
| QF    | David Ferrer       | 5-7, 3-6 | 180   |

I den sidste uge af maj galt det French Open, en af de fire grand slams, denne den eneste som afholdes på grus, og derfor også den Murray har det sværest med. I 2009 nåede han kvartfinalen, og indrømmer at de seneste par turneringer, måske lige med undtagelse af de to sidste, har været en skuffelse for ham, og siger dertil at han har det godt igen med sit spil. Murray havde en enorm hår lodtrækning i 1. runde: tidligere nummer 7 og semifinalist i Wimbledon i 2007: Richard Gasquet. Hvad værre var, havde hans 1. runde-modstander lige vundet sin første turnering siden september 2007, og dette var altså på det samme underlag som French Open og i samme land. Derudover slog han også en af 2010s mest succesfulde grusspillere, Fernando Verdasco i finalen.
| French Open |
| ----------- |

| Runde | Modstander         | Score                      | Point |
| ----- | ------------------ | -------------------------- | ----- |
| 1.    | Richard Gasquet    | 4-6, 6-7(5), 6-4, 6-2, 6-1 | 10    |
| 2.    | Juan Ignacio Chela | 6-2, 6-7(5), 6-3, 6-2      | 45    |
| 3.    | Marcos Baghdatis   | 6-2, 6-3, 0-6, 6-2         | 90    |
| 4.    | Tomas Berdych      | 4-6, 5-7, 3-6              | 180   |

### Juni
Starten af juni bød ikke alene på slutningen af maj, men også slutningen af grussæsonen, idet French Open netop var overstået. I 2009 vandt Murray Queens Championships i London. Efter en grussæson, som havde indtjent markant færre ranglistepoint end året før, gjorde Andy Murray sig klar til en af de to første træningsturneringer til den store Wimbledon turnering i slutningen af måneden. Året havde, bortset fra Australian Open selvfølgelig, været en skuffelse for skotten, så en sejr i Queens ville bestemt lune i briternes hjerter, især fordi han endnu ikke havde vundet en titel i år. Dog kunne man argumentere for, at grus hverken var Murray bedste underlag, eller at han havde spillet sit livs bedste tennis i hardcourt sæsonen efter Australian Open, og at Murray på det seneste var begyndt at spille lidt bedre. Men så godt skulle det dog ikke gå briten, som igen skuffende tabte i en tidlig runde, denne gang i tredje, igen til Mardy Fish, den samme spiller som slog ham ud af Miami i marts. Faktummet at hans dårlige resultater ikke kun skyldtes et "dårligt underlag" mente antagelig dårlige ting for Wimbledon i slutningen af måneden, en turnering hvor han i 2009 nåede semifinalen.
| ATP Queens 250 |
| -------------- |

| Runde | Modstander   | Score            | Point |
| ----- | ------------ | ---------------- | ----- |
| 2.    | Iván Navarro | 7-6(8), 6-3      | 10    |
| 3.    | Mardy Fish   | 4-6, 6-1, 6-7(2) | 20    |

| Wimbledon |
| --------- |

| Runde | Modstander         | Score                    | Point |
| ----- | ------------------ | ------------------------ | ----- |
| 1.    | Jan Hájek          | 7-5, 6-1, 6-2            | 10    |
| 2.    | Jarkko Nieminen    | 6-3, 6-4, 6-2            | 45    |
| 3.    | Gilles Simon       | 6-1, 6-4, 6-4            | 90    |
| 4.    | Sam Querrey        | 7-5, 6-3, 6-4            | 180   |
| QF    | Jo-Wilfried Tsonga | 6-7(5), 7-6(5), 6-2, 6-2 | 360   |
| SF    | Rafael Nadal       | 3-6, 6-7(6), 4-6         | 720   |